# Hitoyoshi
Hitoyoshi (人吉市 -shi) é uma cidade japonesa localizada na província de Kumamoto.
Em 2003 a cidade tinha uma população estimada em 38 400 habitantes e uma densidade populacional de 182,38 h/km². Tem uma área total de 210,55 km².
Recebeu o estatuto de cidade a 11 de fevereiro de 1942.

## Geminação com Abrantes, Portugal
Realizou-se em Abrantes, em 24 de setembro de 2009,  a cerimónia oficial da geminação de Hitoyoshi com a cidade portuguesa de Abrantes.
Esteve de 22 a 25 de setembro de 2009 em Abrantes uma delegação de Hitoyoshi chefiada pelo seu Presidente da Câmara (Nobutaka Tanaka) para conjuntamente com o seu homólogo (Nelson de Carvalho) assinaram o acordo de geminação. O ato de formalização da geminação foi realizado mo Salão Nobre dos Paços do Concelho de Abrantes e foi testemunhado por diversas entidades públicas e civis, nomeadamente pela Associação de Geminação de Abrantes (na pessoa do seu presidente - José Esteves Fernandes).